# 横山雄二 グッドソング・ジャンボリー
横山雄二 Good Song Jamboree（よこやまゆうじ グッド・ソング・ジャンボリー）は中国放送（RCCラジオ）で2021年7月から不定期で放送している広島県ローカルのラジオのリクエスト番組。横山雄二の冠番組。

## 番組概要
そもそもは、2021年7月に行われたスペシャルウィーク（聴取率調査週間）の最後を飾るRCCラジオ制作の番組として編成されたもので、RCCアナウンサーの横山雄二がパーソナリティを務めるリクエスト番組で、「珠玉の名曲」をリスナーから募って、その曲を届けるもの。

## 出演者

### パーソナリティ
- 横山雄二（RCCアナウンサー）

### ゲスト
- 平松愛理（第1弾）
- 吉田栄作（第2弾）

## 各回の放送概要
| 弾    | 放送日時                    | テーマ              |
| ----- | --------------------------- | ------------------- |
| 第1弾 | 2021年7月4日 20:00 - 21:55  | あなたが1番好きな曲 |
| 第2弾 | 2021年9月26日 19:00 - 21:55 | あなたの青春        |